# بورجین موتلو پاکدل
بورجین موتلو _ پاکدل (به انگلیسی: Burçin Mutlu-Pakdil) پی‌اچ‌دی اخترفیزیکدان ترکی-آمریکایی و استادیار کالج دارتموث است. او قبلاً به عنوان عضو بنیاد ملی علوم (NSF) و مؤسسه کاولی برای فیزیک کیهان‌شناسی (KICP) در دانشگاه شیکاگو خدمت کرده‌است. تحقیقات او منجر به کشف یک کهکشان بسیار نادر با ساختار بیضوی دو حلقه‌ای منحصر به فرد شد که امروزه معمولاً به عنوان کهکشان بورسین شناخته می‌شود. او همچنین عضو تد ۲۰۱۸ و عضو ارشد تد در سال ۲۰۲۰ بود.

## زندگی شخصی
موتلو _ پاکدل در ترکیه بزرگ شد، جایی که عاشق فیزیک و آسمان شب بود. او در دبیرستان «آناتولی بشیکتاش آتاتورک» تحصیل کرد و اولین نسل از خانواده‌اش بود که به کالج راه یافت.
پاکدل در بیوگرافی که در وب‌سایتش نوشته شرایط زندگی خود را این‌گونه شرح می‌دهد: «پدربزرگ و مادربزرگ من در شهرهای کوچک کشاورزی می‌کردند و حتی فرصتی برای یادگیری خواندن و نوشتن نداشتند. پدر و مادر من در این شهرهای کوچک بزرگ شدند. به دلیل فشارهای اقتصادی از آنها انتظار می‌رفت که از خانواده خود حمایت کنند. در آن سال‌ها، بیشتر دانش‌آموزان شهرشان تا هجده سالگی تحصیل می‌کردند. آنها هیچ الگو و حمایتی از جانب والدین نداشتند و بیشتر به کارهای خانه یا مزرعه مشغول بودند.»
وی در مورد پدرش می‌گوید: «پدر من متفاوت بود، زیرا او آنقدر موفق بود که در مقطع ابتدایی کامل تحصیل کرد. اما متأسفانه بعد از کلاس پنجم مجبور به ترک تحصیل شد تا از والدینش مراقبت کند. مادرم نیز بعد از کلاس پنجم مدرسه را رها کرد، زیرا قرار نبود زنان در شهر کوچک او تحصیلات بالاتری نسبت به مردان داشته باشند. تجربیات والدینم به من انگیزه داد تا هر کاری که برای تحقق رؤیایم لازم است انجام دهم، اما مسیر من آسان نبود. خانواده‌ام مورد انتقاد قرار گرفته بودند که چرا به من اجازه داده‌اند به خاطر تحصیلم از آنجا بروم، زیرا زنان جوان نباید دور از خانواده زندگی کنند.»
زنان در ترکیه در زمانی که او در کالج بودند، اجازه نداشتند در حین تحصیل در دانشگاه حجاب داشته باشند.
وی تصریح کرد: «من کلاه می‌گذاشتم و دنبال راه‌هایی می‌گشتم که بتوانم حجابم را حفظ کنم، اما نگران‌کننده بود. من در کشور جدیدی بودم و خیلی چیزها متفاوت بود. اما از آنجایی که خودم بودم و می‌توانستم هر طور که می‌خواهم لباس بپوشم، احساس خوشحالی بیشتری می‌کردم، حتی اگر مسائل دیگری برای حل کردن وجود داشت.»
موتلو _ پاکدل برای اولین بار برای انجام تکلیف در مدرسه راهنمایی به ستاره‌شناسی علاقه‌مند شد آن‌هم‌زمانی که از او خواسته شد تا مقاله‌ای در مورد شخص ایدئال خود بنویسد. در ابتدا شخص خاصی را در ذهن نداشت، اما می‌دانست که می‌خواهد در آینده باهوش‌ترین فرد جهان شود. خواهرش پیشنهاد کرد که در مورد آلبرت اینشتین تحقیق کند و این باعث شد که پاکدل زندگی‌نامه اینشتین را بخواند. هر چه بیشتر در مورد فیزیک مطالعه می‌کرد، بیشتر شیفته سیاه‌چاله‌ها، کهکشان‌ها و جهان می‌شد. این تکلیف شروع مسیر وی برای تبدیل‌شدن به یک «اخترفیزیکدان» بود.

## تحصیلات
موتلو _ پاکدل در رشته فیزیک دانشگاه بیلکنت ترکیه تحصیل کرد و پس از فارغ‌التحصیلی، برای ادامه تحصیل در مقطع کارشناسی ارشد در دانشگاه فناوری تگزاس به ایالات متحده نقل مکان کرد. سپس دکترای خود را در رشته اخترفیزیک از دانشگاه مینه‌سوتا دریافت کرد؛ جایی که او رابطه بین کهکشان‌ها و سیاه‌چاله‌ها را مطالعه کرد.
پس از سه سال تحقیق فوق دکترا در دانشگاه آریزونا، دکتر پاکدل عضو بنیاد علمی علوم و مؤسسه فیزیک کیهان‌شناسی کاولی در دانشگاه شیکاگو شد و در آنجا به تحقیق در مورد شکل‌گیری و تکامل کهکشان‌ها ادامه داد.
او از داده‌های تلسکوپ فضایی هابل، تلسکوپ ماژلان و تلسکوپ سوبارو برای یافتن و رصد ضعیف‌ترین و کوچک‌ترین کهکشان‌های کیهان استفاده کرد. این کهکشان‌ها قدیمی‌ترین و تاریک‌ترین منظومه‌های ستاره‌ای هستند که دارای ماده تاریکند بنابراین سرنخ‌هایی از ماهیت ماده تاریک و تشکیل کهکشان‌ها در مقیاس‌های کوچک ارائه می‌کنند.

### حرفه
موتلو پاکدیل پس از اتمام تحصیلات متوسطه خود در دبیرستان بشیکتاش آتاتورک آناتولی در سال ۲۰۰۹ از گروه فیزیک دانشگاه بیلکنت فارغ‌التحصیل شد. او پس از اتمام کارشناسی ارشد خود در دانشگاه فناوری تگزاس، دکترای خود را در رشته اخترفیزیک از دانشگاه مینه سوتا دریافت کرد.
پس از اوت ۲۰۱۷، او تحصیلات خود را به عنوان محقق فوق دکتری در دانشگاه آریزونا به مدت سه سال و به عنوان همکار NSF و KICP در دانشگاه شیکاگو به مدت دو سال ادامه داد. او از ژوئیه ۲۰۲۲ به عنوان استادیار در فیزیک و نجوم کالج دارتموث مشغول به کار بوده‌است.
او با بررسی ساختار کهکشان‌ها، سیاهچاله‌ها و تکامل کهکشان‌هایی که در آنها هستند را مطالعه می‌کند. او برای اولین بار تعریفی از کهکشان بیضوی با ساختار حلقه ای دوگانه ارائه کرد و این اثر بازتاب گسترده‌ای در مطبوعات جهان داشت.
او علاوه بر همکاری با دانشمندان موزه علوم طبیعی کارولینای شمالی به منظور انتقال تحقیقات خود به توده‌های بزرگ، نقش فعالی در پلتفرم‌های مختلف برای هموار کردن راه زنان در دنیای علم بر عهده گرفت.

## افتخارات
موتلو _ پاکدل در طول زندگی حرفه‌ای‌اش جوایز بسیاری را به دست آورده‌است، از جمله کسب لقب به عنوان یکی از ۱۰ شخصیت برجسته جهان، دریافت کمک‌هزینه تحصیلی TED در سال ۲۰۱۸ و کمک‌هزینه تحصیلی ارشد TED در سال ۲۰۲۰.
او در نشنال جئوگرافیک، مجله ماری کلر، مستند سینمایی «پیشرفت: پرتره‌های زنان در علم (Breakthrough: Portraits of Women in Science)» حضور داشته و سخنرانی‌اش در TED بیش از ۲٬۵ میلیون بازدید داشته‌است.
موتلو _ پاکدل در طول تحصیل در مقطع دکترا، کهکشان PGC ۱۰۰۰۷۱۴ را کشف کرد که کهکشان «بورچین» لقب گرفته‌است. این یک کهکشان بیضوی دو حلقه‌ای بسیار نادر است و کشف او پوشش رسانه‌ای گسترده‌ای ایجاد کرد.

### مجسمه واقع در مرکز دالاس نورث پارک
مجسمه این اخترفیزیکدان که به تحقیقات خود در دانشگاه شیکاگو ادامه می‌دهد، آخرین بار در سپتامبر ۲۰۱۰ در میان مجسمه‌های ۱۰ دانشمند مهم در مرکز دالاس نورث پارک در تگزاس به نمایش گذاشته شد.

## جوایز[نیازمند منبع]
- ده جوان برجسته جهان ۲۰۱۸ اتاق نوجوانان بین‌المللی - قهرمان جهانی در رهبری علمی
- همکار TED 2018
- 2017 JCI TOYP ترکیه ۱۰ جوان موفق برتر - برنده رده رهبری علمی
- ژوئیه ۲۰۱۷ جایزه فیزیکدان زن ماه انجمن فیزیک آمریکا
- جایزه زن سال لیندا لارسون ۲۰۱۷
- ۲۰۱۶ بورسیه نانسی "Rusty" Barceló